# Araniella cucurbitina
Araniella cucurbitina (tên tiếng Anh: Nhện xanh dưa chuột) là một loài nhện trong họ Araneidae. Con cái dài lên đến 8 mm, con đực chỉ dài đến 5 mm. Nhện này chủ yếu được tìm thấy trên rừng phát quang, nó dệt quả tơ giữa lá và hoa. Những mạng nhện chỉ có đường kính khoảng 10 cm.

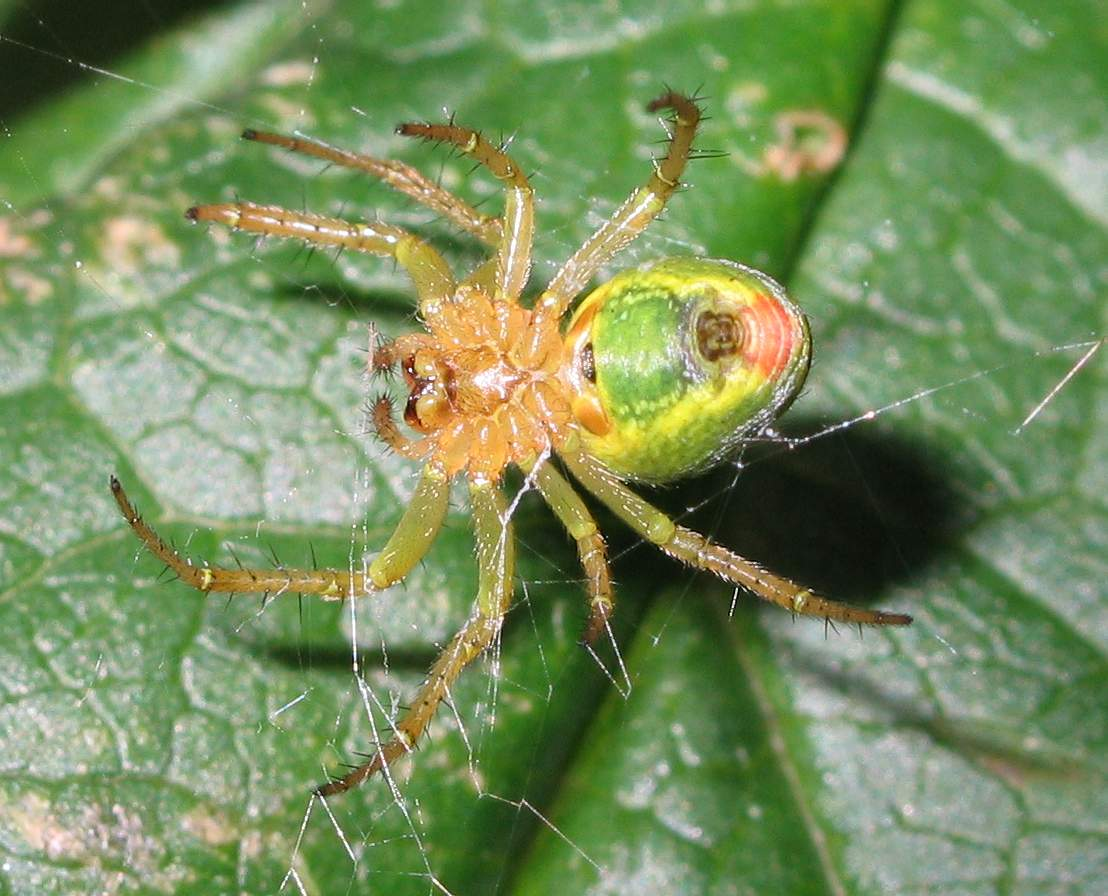
Nhìn từ phía dưới

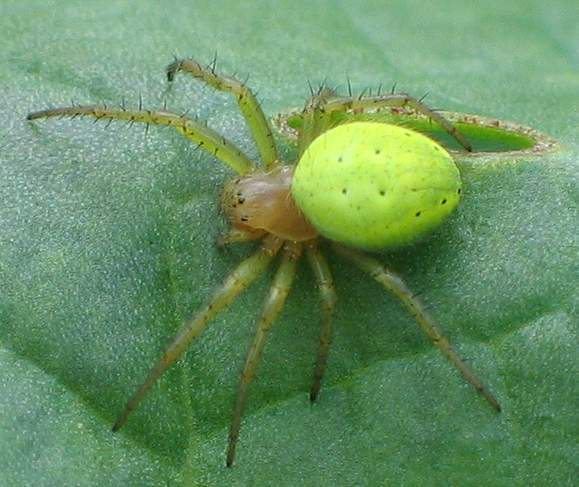

Loài này phân bố ở vùng Bắc Cổ giới, dù có thể tìm thấy ở một số nới ở Bắc Mỹ có thể là du nhập.